# Ronde van Lombardije 2001
De Ronde van Lombardije 2001 was de 95e editie van deze eendaagse Italiaanse wielerwedstrijd, en werd verreden op zaterdag 21 oktober 2001. Het parcours leidde van Varese naar Bergamo en ging over een afstand van 258 kilometer. 
Danilo Di Luca won vóór zijn landgenoot Giuliano Figueras in een gemiddelde snelheid van 38,847 kilometer per uur. Van de 177 gestarte renners kwamen er slechts 56 over de eindstreep: 121 coureurs gaven op en stapten voortijdig van de fiets. De Ronde van Lombardije was de tiende en laatste race in strijd om de wereldbeker 2001. Die werd gewonnen door Erik Dekker (331 punten). 

## Uitslag
| Ronde van Lombardije 2001 |                     |                              |          |
| Plaats                    | Naam                | Ploeg                        | Tijd     |
| Winnaar                   | Danilo Di Luca      | Cantina Tollo Acqua & Sapone | 6u38'29" |
| 2                         | Giuliano Figueras   | Ceramiche Panaria-Fiordo     | z.t.     |
| 3                         | Michael Boogerd     | Rabobank                     | + 1"     |
| 4                         | Richard Virenque    | Domo-Farm Frites             | + 4"     |
| 5                         | Michele Bartoli     | Fassa Bortolo                | + 1' 25" |
| 6                         | Beat Zberg          | Rabobank                     | z.t.     |
| 7                         | Maximilian Sciandri | Lampre-Daikin                | + 1' 26" |
| 8                         | Wladimir Belli      | Fassa Bortolo                | + 1' 27" |
| 9                         | Nicklas Axelsson    | Alessio                      | + 1' 32" |
| 10                        | Francisco Mancebo   | iBanesto.com                 | + 2' 25" |
|                           |                     |                              |          |
| 35                        | Christophe Brandt   | Lotto-Adecco                 | + 8' 56" |

1905 · 1906 · 1907 · 1908 · 1909 · 1910 · 1911 · 1912 · 1913 · 1914 · 1915 · 1916 · 1917 · 1918 · 1919 · 1920 · 1921 · 1922 · 1923 · 1924 · 1925 · 1926 · 1927 · 1928 · 1929 · 1930 · 1931 · 1932 · 1933 · 1934 · 1935 · 1936 · 1937 · 1938 · 1939 · 1940 · 1941 · 1942 · 1943 · 1944 · 1945 · 1946 · 1947 · 1948 · 1949 · 1950 · 1951 · 1952 · 1953 · 1954 · 1955 · 1956 · 1957 · 1958 · 1959 · 1960 · 1961 · 1962 · 1963 · 1964 · 1965 · 1966 · 1967 · 1968 · 1969 · 1970 · 1971 · 1972 · 1973 · 1974 · 1975 · 1976 · 1977 · 1978 · 1979 · 1980 · 1981 · 1982 · 1983 · 1984 · 1985 · 1986 · 1987 · 1988 · 1989 · 1990 · 1991 · 1992 · 1993 · 1994 · 1995 · 1996 · 1997 · 1998 · 1999 · 2000 · 2001 · 2002 · 2003 · 2004 · 2005 · 2006 · 2007 · 2008 · 2009 · 2010 · 2011 · 2012 · 2013 · 2014 · 2015 · 2016 · 2017 · 2018 · 2019 · 2020 · 2021 · 2022 · 2023 · 2024 · 2025